# Give Me Fire!
Give Me Fire! è il quinto album in studio del gruppo musicale garage rock svedese Mando Diao, pubblicato nel 2009.

## Tracce
1. Blue Lining, White Trenchcoat – 4:02
2. Dance with Somebody – 5:18
3. Gloria – 4:17
4. High Heels – 3:48
5. Mean Street – 4:32
6. Maybe Just Sad – 4:05
7. A Decent Life – 1:45
8. Give Me Fire – 4:01
9. Crystal – 6:11
10. Come On Come On – 4:13
11. Go Out Tonight – 4:53
12. You Got Nothing On Me – 5:07
13. The Shining / Leave My Fire – 19:22